# Dom (singel)
Dom – trzeci singel polskiego piosenkarza Oskara Cymsa z jego drugiego albumu studyjnego, zatytułowanego Szkic i kontury. Singel został wydany 14 grudnia 2024.

## Geneza utworu i historia wydania
Utwór napisali i skomponowali Oskar Cyms, Patryk Kumór, Emilian Waluchowski, Frank Bo, Bartłomiej Marszałek, Damian Skoczyk i Dominic Buczkowski-Wojtaszek, natomiast jego produkcją zajęli się Hotel Torino.
Singel ukazał się w formacie digital download 14 grudnia 2024 w Polsce za pośrednictwem wytwórni płytowej DB4 Management w dystrybucji Warner Music Poland. Piosenka została umieszczona na drugim albumie studyjnym Cymsa – Szkic i kontury.

## Teledysk
Do utworu powstał teledysk w reżyserii Mikołaja Matyjaska, który udostępniono w dniu premiery singla za pośrednictwem serwisu YouTube.

## Lista utworów
- Digital download[2]

1. „Dom” – 3:05